# Huifa (köpinghuvudort i Kina, Heilongjiang Sheng, lat 45,79, long 128,66)
Huifa (kinesiska: 会发, 会发镇) är en köpinghuvudort i Kina. Den ligger i provinsen Heilongjiang, i den nordöstra delen av landet, omkring 160 kilometer öster om provinshuvudstaden Harbin. Antalet invånare är 26 939. Befolkningen består av 13 179 kvinnor och 13 760 män. Barn under 15 år utgör 14,0 %, vuxna 15-64 år 79 %, och äldre över 65 år 5,0 %.
Runt Huifa är det ganska tätbefolkat, med 75 invånare per kvadratkilometer. Närmaste större samhälle är Fangzheng, 13,7 km öster om Huifa. Trakten runt Huifa består till största delen av jordbruksmark.
Genomsnittlig årsnederbörd är 862 millimeter. Den regnigaste månaden är juli, med i genomsnitt 174 mm nederbörd, och den torraste är januari, med 7 mm nederbörd.